# Lluïsa Isabel de Kirchberg
Lluïsa Isabel de Kirchberg, Comtessa de Sayn-Hachenburg, burgravina de Kirchberg, (en alemany Luise Isabelle Alexandrine Auguste, Gräfin zu Sayn-Hachenburg, Burggräfin von Kirchberg). Va néixer a Hachenburg (Alemanya), el 19 d'abril de 1772 i va morir a Viena el 6 de gener de 1827. Era filla de Guillem Jordi de Kirchberg (1751-1777) i d'Isabel Augusta de Reuss Greiz (1752-1824). En casar-se amb el príncep de Nassau-Weilburg Frederic Guillem va esdevenir princesa consort de Nassau-Weilburg del 28 de novembre de 1788 al 9 de gener de 1816

## Matrimoni i fills
El dia 31 de juliol de 1788, a l'edat de setze anys, Lluïsa Isabel es va casar a Hachenburg amb Frederic Guillem de Nassau-Weilburg, fill de Carles Cristià de Nassau-Weilburg (1735-1788) i de Carolina d'Orange-Nassau (1743-1787). El matrimoni va tenir quatre fills:
- Guillem de Nassau (1792-1839), duc de Nassau, casat amb Paulina de Württemberg

- Augusta Lluïsa de Nassau (1794-1839)

- Enriqueta de Nassau (1797-1847), que el 1815 es va casar amb l'arxiduc Carles Lluís d'Àustria (duc de Teschen) (1771-1847)

- Frederic Guillem de Nassau (1799-1845), que es va casar amb Anne Ritter Edle von Vallyemare, comtessa de Tiefenbach.